# R30: 30th Anniversary World Tour (video)
R30: 30th Anniversary World Tour è un video concerto della rock band canadese Rush uscito il 22 novembre 2005 in Canada e Stati Uniti ed il 28 novembre in Europa. È stato registrato il 24 settembre 2004 al Festhalle di Francoforte, in Germania durante il tour del trentennale della band.
Certificato 5 volte platino il 1º settembre 2010 dalla RIAA.
Il DVD è stato realizzato in versione standard e deluxe, quest'ultima include, oltre al video, alcuni gadget e la versione audio del medesimo concerto.
Il video concerto non comprende la versione integrale dello show, sono omessi infatti 8 brani (Bravado, One Little Victory, By-Tor and The Snow Dog, La Villa Strangiato, YYZ, Red Sector A, The Trees e Secret Touch), inclusi invece nella versione blu-ray, pubblicata l'8 dicembre 2009 per il mercato statunitense e canadese ed il 4 novembre 2013 per quello europeo.

## Tracce

### Disco 1
1. R30 Overture
  - Finding My Way
  - Anthem
  - Bastille Day
  - A Passage to Bangkok
  - Cygnus X-1 (Prologue)
  - Hemispheres (Prelude)
2. The Spirit of Radio
3. Force Ten
4. Animate
5. Subdivisions
6. Earthshine
7. Red Barchetta
8. Roll the Bones
9. The Seeker
10. Tom Sawyer
11. Dreamline
12. Between the Wheels
13. Mystic Rhythms
14. Der Trommler
15. Resist
16. Heart Full of Soul
17. 2112 (Overture, The Temples of Syrinx, Grand Finale)
18. Xanadu
19. Working Man
20. Summertime Blues
21. Crossroads
22. Limelight

Tempo totale: 2 ore 10 minuti

### Disco 2
1. 1979: Interview with Geddy Lee at Ivor Wynne Stadium
2. 1981: Studio interview at Le Studio recording studio in Quebec featuring all three members
3. 1990: Artist of the Decade interviews (1980s) featuring all three members
4. 1994: Canadian Broadcasting Corporation Television: Juno Awards news report - Rush induction into the "Canadian Music Hall of Fame"
5. 2002: Interview with Geddy Lee and Alex Lifeson for the release of the album Vapor Trails
6. Fly By Night - Church Session Video (1975)
7. Finding My Way (MPEG1 from Rock Concert)
8. In the Mood (MPEG1 from Rock Concert)
9. Circumstances (Live in studio 1978)
10. La Villa Strangiato (Live in studio 1978)
11. A Farewell to Kings (Live in studio 1978)
12. Xanadu (Live in studio 1978)
13. Soundcheck: The Spirit of Radio - Ivor Wynne Stadium (1979)
14. Freewill - Toronto Rocks / Rolling Stones Concert (2003)
15. Closer to the Heart - Canadian Tsunami Disaster Fund charity telethon performance on CBC television, with Ed Robertson of the Barenaked Ladies and Bubbles of the Trailer Park Boys (2005)
16. Rush hits St. John's (1988) (Easter egg)
17. 1990: Alex's Interview for Artist of the Decade (1980s) (Easter egg)

Tempo totale: 1 ora 30 minuti

## Formazione
- Geddy Lee: basso, voce, sintetizzatori
- Alex Lifeson: chitarra elettrica ed acustica
- Neil Peart: batteria e percussioni